# Kosiak
Kosiak este o arie protejată (arie specială de conservare — SAC, sit de importanță comunitară — SCI) din Austria întinsă pe o suprafață de 146 ha, integral pe uscat.

## Localizare
Centrul sitului Kosiak este situat la coordonatele 46°27′12″N 14°10′50″E / 46.4532°N 14.1806°E.

## Înființare
Situl Kosiak a fost declarat sit de importanță comunitară în decembrie 2018 pentru a proteja 1 specie de animale. Situl a fost protejat și ca arie specială de conservare în decembrie 2018.

## Biodiversitate
Situată în ecoregiunea alpină, aria protejată conține 2 habitate naturale: Tufărișuri cu Pinus mugo și Rhododendron hirsutum (Mugo-Rhododendretum hirsuti), Grohotișuri medio-europene calcaroase, de la nivel colinar și montan.
La baza desemnării sitului se află o specie protejată de  nevertebrate: erebia calcarius (Erebia calcaria).